# Herói byroniano

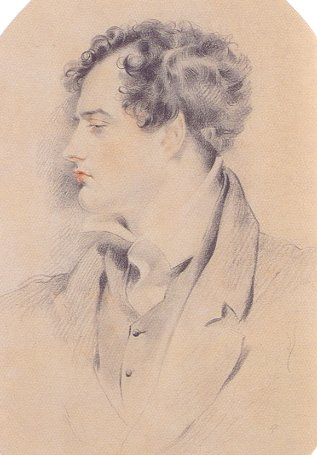
Lord Byron, em 1816 por Henry Harlow

O herói byroniano é um arquétipo ou personagem modelo que se desvia dos padrões morais de sua sociedade, mas ao mesmo tempo é capaz de grande afeição por uma pessoa. Um herói byroniano típico possui nível alto de inteligência, introspecção, tendências sedutoras e, muitas vezes, origem aristocrática ou nobre (que pode ser identificada pelo nome do personagem ou seu estilo de vida). Ele é exemplificado na vida e nas obras de Lord Byron, caracterizado por sua ex-amante Lady Caroline Lamb (que disse tal frase antes de ter um relacionamento com ele) como sendo "maluco, mau e perigoso de se conhecer". O herói byroniano apareceu primeiro no poema épico Childe Harold'xs Pilgrimage (1812-18). Ele foi extremamente popular na literatura do século XIX e é o precursor do anti-herói.

## Características
De certa forma, pode-se dizer que o personagem byroniano foi influenciada pela própria auto-imagem e experiências pessoais de Lord Byron. Por ter sensibilidade e inteligência em níveis que o colocam acima de um ser humano médio, esse personagem é essencialmente vulnerável, apesar de estar frequentemente isolado da sociedade e apresentar comportamento arrogante. Essas são as principais características de um herói byroniano, mas note-se que um personagem não precisa possuir todas elas para ser considerado um herói byroniano:
- Alto nível de inteligência e percepção;
- Esperto e portador da habilidade de adaptação;
- Sofisticação e educação;
- Autocrítico e introspecção;
- Mistério, magnetismo e carisma;
- Paixão intensa e sincera voltada a uma causa ou a uma pessoa específica;
- Esforçado com a integridade;
- Poder de sedução e atração sexual;
- Dominância sexual e social;
- Origem nobre, sobrenome aristocrático ou parte de uma família com boas condições financeiras e sociais;
- Conflitos emocionais, tendências bipolares ou de humores;
- Desgosto por instituições sociais ou normas, rebeldia;
- Estar em exílio, em estigma social ou fora-da-lei;
- Atributos "negros" ou góticos;
- Desrespeito a regras de convivência;
- Passado problemático ou obscuro;
- Cinismo;
- Arrogância;
- Comportamento autodestrutivo[2][3]

## Influência
A influência de Byron se manifesta em muitos autores e artistas do movimento romântico e escritores de ficção gótica durante o século 19. Lord Byron foi o modelo para o personagem-título de Glenarvon (1816) escrito pela antiga amante de Byron, Lady Caroline Lamb; e para Lord Ruthven em O Vampiro (1819) escrito pelo médico pessoal de Byron, Polidori. Claude Frollo de Victor Hugo em Notre-Dame de Paris (1831), Edmond Dantes de Alexandre Dumas em O Conde de Monte Cristo (1844), Heathcliff de Emily Brontë em Wuthering Heights (1847), e Rochester de Charlotte Brontë em Jane Eyre (1847), são outros exemplos posteriores do século 19 de heróis byronianos.
Estudiosos também traçaram paralelos entre o herói byroniano e os heróis solipsista da literatura russa. Em particular, o personagem famoso de Alexander Pushkin, Eugene Onegin, ecoa muitos dos atributos vistos na A Peregrinação de Childe Harold, em particular, o aspecto solitário de Onegin e o desrespeito para com os costumes tradicionais. As primeiras fases de  Eugene Onegin, escritas por Pushkin, apareceram 12 anos após A peregrinação de  Childe Harold escrita por Byron, e este foi de influência óbvia (Vladimir Nabokov argumentou em seus comentários para Eugene Onegin que Pushkin tinha lido Byron durante seus anos no exílio pouco antes de compor Eugene Onegin). O mesmo personagem continuou a influenciar a literatura russa, Mikhail Lermontov particularmente revigorado o personagem de herói byroniano com Pechorin em seu romance de 1839, Geroy Nashego Vremeni.
O herói byroniano também é destaque em muitos romances contemporâneos, e o trabalho de Byron continua a influenciar a literatura moderna como o precursor de um tipo comumente encontrado de anti-herói. Erik, o Fantasma de O Fantasma da Ópera (1909-1910) de Gaston Leroux é outro exemplo bem conhecido do início do século XX.